# Tour de France 1928
| 22. Tour de France 1928 – Endstand | 22. Tour de France 1928 – Endstand | 22. Tour de France 1928 – Endstand |
| ---------------------------------- | ---------------------------------- | ---------------------------------- |
| Streckenlänge                      | 22 Etappen, 5376 km                | 22 Etappen, 5376 km                |
| Toursieger                         | Nicolas Frantz                     | 192:48:58 h (27,881 km/h)          |
| Zweiter                            | André Leducq                       | + 50:07 min                        |
| Dritter                            | Maurice De Waele                   | + 56:16 min                        |
| Vierter                            | Jan Mertens                        | + 1:19:18 h                        |
| Fünfter                            | Julien Vervaecke                   | + 1:53:32 h                        |
| Sechster                           | Antonin Magne                      | + 2:14:02 h                        |
| Siebenter                          | Victor Fontan                      | + 5:07:47 h                        |
| Achter                             | Marcel Bidot                       | + 5:18:28 h                        |
| Neunter                            | Marcel Huot                        | + 5:37:33 h                        |
| Zehnter                            | Pierre Magne                       | + 5:41:20 h                        |

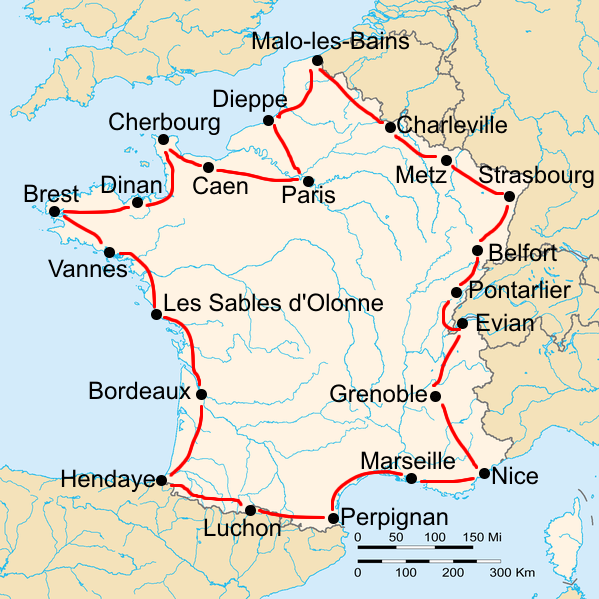
Strecke der Tour de France 1928. Gefahren gegen den Uhrzeigersinn

Die 22. Tour de France fand vom 17. Juni bis 15. Juli 1928 statt und führte über 22. Etappen. Von den 162 gestarteten Fahrern wurden am Ende der Rundfahrt nur 41 klassifiziert.

## Strecke
Die 5377 km lange Strecke der 22. Tour de France hatte Start und Ziel in der Französischen Hauptstadt Paris und führte wie in den Jahren zuvor gegen den Uhrzeigersinn. Der Sieger bewältigte den Kurs mit einer Durchschnittsgeschwindigkeit von 27,886 km/h.

## Rennverlauf

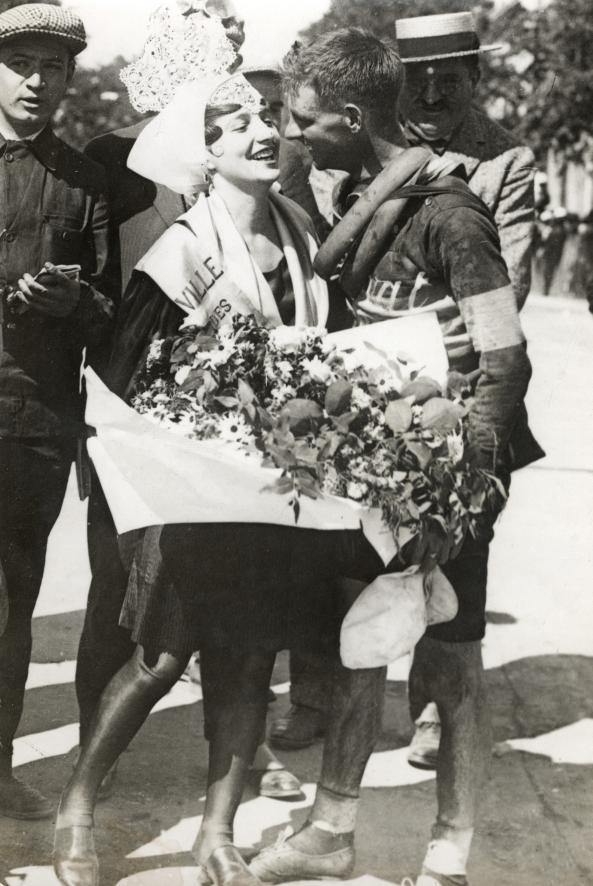
Hubert Opperman bekommt nach der sechsten Etappe Blumen überreicht.

Der Luxemburger Nicolas Frantz legte einen Start-Ziel-Sieg hin: Nachdem er die erste Etappe gewonnen hatte, gab er das gelbe Trikot bis Paris nicht mehr ab und schaffte es, seinen Sieg aus dem Vorjahr zu wiederholen.
In Gefahr geriet Frantz’ Sieg auf der 19. Etappe von Metz nach Charleville-Mézières als ihm rund 100 Kilometer vor dem Ziel der Fahrradrahmen brach. Mit dem Fahrrad einer Zuschauerin, das für Frantz zu klein war, legte er den Weg bis ins Etappenziel zurück. Dabei verlor er 28 Minuten, konnte die Führung in der Gesamtwertung aber behaupten.
Die 387 km lange Königsetappe der Tour 1928 nach Luchon gewann der schon 36 Jahre alte Victor Fontan. Der Zweite der Gesamtwertung, André Leducq, konnte sich über vier Etappensiege freuen. Mit Maurice De Waele als Gesamtdritten waren somit alle Podiumsplätze an Fahrer des Teams Alcyon–Dunlop vergeben. Mit Harry Watson nahm zum ersten Mal ein Fahrer aus Neuseeland an der Tour teil.

## Die Etappen

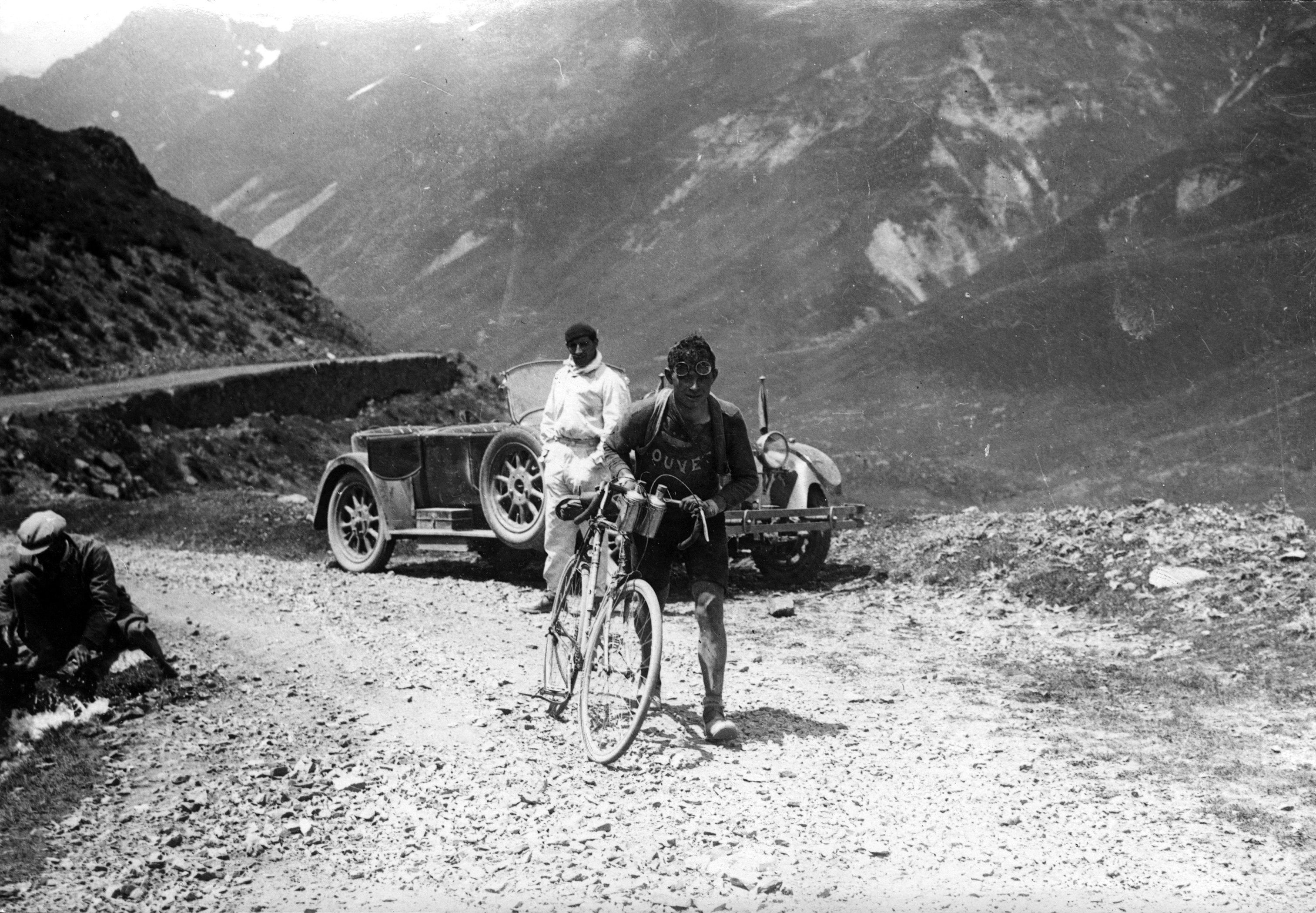
Der Belgier Maurice Geldhof nimmt den Anstieg zum Col d’Aubisque zu Fuß.

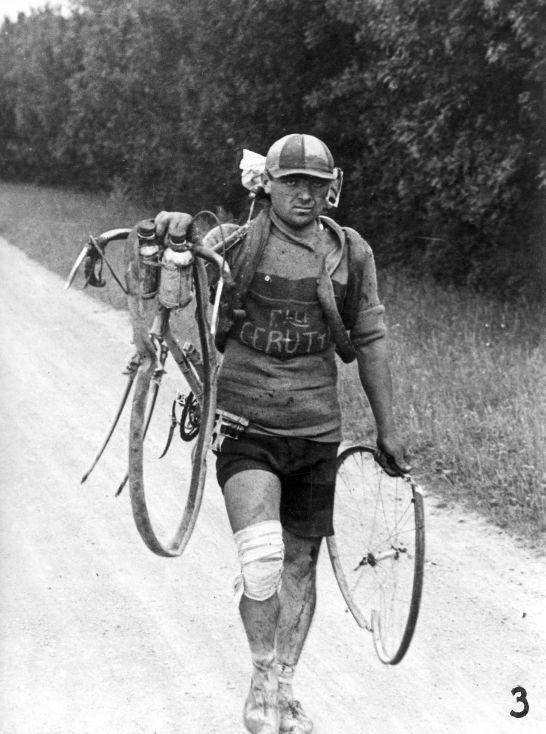
Der Italiener Giusto Cerutti hat nach einem Sturz ein zerbrochenes Rad, laut den Regeln darf er keine Hilfe annehmen.

| Etappen    | Start – Ziel                          | km  | Etappensieger    | Gelbes Trikot  |
| ---------- | ------------------------------------- | --- | ---------------- | -------------- |
| 1. Etappe  | Paris – Caen                          | 207 | Nicolas Frantz   | Nicolas Frantz |
| 2. Etappe  | Caen – Cherbourg                      | 140 | André Leducq     | Nicolas Frantz |
| 3. Etappe  | Cherbourg – Dinan                     | 199 | Gaston Rebry     | Nicolas Frantz |
| 4. Etappe  | Dinan – Brest                         | 206 | Pé Verhaegen     | Nicolas Frantz |
| 5. Etappe  | Brest – Vannes                        | 208 | Marcel Bidot     | Nicolas Frantz |
| 6. Etappe  | Vannes – Les Sables-d’Olonne          | 204 | Nicolas Frantz   | Nicolas Frantz |
| 7. Etappe  | Les Sables-d’Olonne – Bordeaux        | 285 | Victor Fontan    | Nicolas Frantz |
| 8. Etappe  | Bordeaux – Hendaye                    | 225 | Maurice De Waele | Nicolas Frantz |
| 9. Etappe  | Hendaye – Luchon                      | 387 | Victor Fontan    | Nicolas Frantz |
| 10. Etappe | Luchon – Perpignan                    | 323 | André Leducq     | Nicolas Frantz |
| 11. Etappe | Perpignan – Marseille                 | 363 | André Leducq     | Nicolas Frantz |
| 12. Etappe | Marseille – Nizza                     | 330 | Nicolas Frantz   | Nicolas Frantz |
| 13. Etappe | Nizza – Grenoble                      | 333 | Antonin Magne    | Nicolas Frantz |
| 14. Etappe | Grenoble – Évian-les-Bains            | 329 | Julien Moineau   | Nicolas Frantz |
| 15. Etappe | Évian-les-Bains – Pontarlier          | 213 | Pierre Magne     | Nicolas Frantz |
| 16. Etappe | Pontarlier – Belfort                  | 119 | André Leducq     | Nicolas Frantz |
| 17. Etappe | Belfort – Straßburg                   | 145 | Joseph Mauclair  | Nicolas Frantz |
| 18. Etappe | Straßburg – Metz                      | 165 | Nicolas Frantz   | Nicolas Frantz |
| 19. Etappe | Metz – Charleville-Mézières           | 159 | Marcel Huot      | Nicolas Frantz |
| 20. Etappe | Charleville-Mézières – Malo-les-Bains | 271 | Maurice De Waele | Nicolas Frantz |
| 21. Etappe | Malo-les-Bains – Dieppe               | 234 | Antonin Magne    | Nicolas Frantz |
| 22. Etappe | Dieppe – Paris                        | 331 | Nicolas Frantz   | Nicolas Frantz |